# CF Esperança d’Andorra
Der CF Esperança d’Andorra ist ein andorranischer Fußballverein aus Andorra la Vella, der derzeit in der Primera Divisió, der höchsten Spielklasse des Landes, spielt.

## Geschichte
Der Verein wurde im Jahr 2020 in der Hauptstadt Andorra la Vella gegründet und verfügt über eine Futsal-Sektion. In der Saison 2022/23 gelang ihm erstmals in seiner Geschichte der Aufstieg in die Primera División de Andorra, wo er mit einem 8. Platz knapp die Klasse halten konnte. In der Folgesaison belegte der Verein den 9. Platz und konnte den Klassenerhalt durch eine erfolgreiche Relegation gegen den Zweitplatzierten der Segona Divisió sichern.

## Stadion
Die Heimspielstätte des Vereins ist das Estadi Comunal d’Andorra la Vella, das eine Kapazität von 1300 Besuchern hat.

## Bekannte Spieler
- Sergi Moreno